# Дијего Костнер
Дијего Костнер (итал. Diego Kostner — Бресаноне, 5. август 1992) професионални је италијански хокејаш на леду који игра на позицији деснокрилног нападача. 
Професионалну каријеру започео је 2011. године у дресу швајцарског Лугана у НЛА лиги, а од 2016. игра у швајцарском прволигашу Амбри-Пјоти. 
Члан је сениорске репрезентације Италије за коју је дебитовао у пријатељској утакмици током 2012. године. 